# Бормана
Бормана (Bormana) је била гало-римска богиња, женски еквивалент Борва, са којим је често заједнички поштована, нарочито на југу Француске. Док је Борвов култ постојао и независно од Борманиног, она се ретко појављује самостално, као што је то случај у Сан-Вулбану у Ену.